# 誕生!
『誕生!』（たんじょう）は、大島弓子による日本の漫画作品、およびそれを表題とした作品集。表題作は『週刊マーガレット』（集英社）1970年52号から1971年8号にかけて連載された。単行本は全1巻（朝日ソノラマ、サンコミックス）。少女漫画のみならず、漫画作品として重い題材を真剣にとりあげた、当時としては画期的な作品。
大島弓子の初期の漫画作品は、作者の決めた題名を編集者が改名したものが多いが、この作品は作者の決めた通りのタイトルで掲載された。作者がこのテーマを編集に持っていった際に、編集部は好意的だったというが、テーマがテーマであっただけに、妊婦についての調査が必要となり、書店には類型的な説明の書籍しかなかったため、苦労したという。作者は最終的には母親に確認し、つわりの症状について細かいことを尋ねることができた。結果として、重い症状のつわりを描くことになっている。

## あらすじ
冬の定期試験をはやばやと解答し終えた玲は、突如、親友の本田あさみが突然の吐き気にもよおされて、教室から退席しなければならない事態に狼狽する。あさみを見た保健医は驚愕する。あさみは妊娠しており、それは軽井沢の別荘に来る大学生で、あさみの卒業とともに家庭を持つことを約束してくれたという男であった。周囲は高校生であるあさみに子供を育てられる筈はない、堕胎せよと命じるが、あさみは頑強に抵抗する。あさみに同情的であり、無理解な親たちの元から逃亡してきたあさみをかくまった怜は、両親から自分も焼却炉の中に捨てられた孤児であることを聞かされ、衝撃を受ける。
あさみの頼みにより、玲はあさみのおなかの中の子供の父親である中原貴のところへ伝言を頼まれる。自分でもなぜあさみの頼みを引き受けるのか分からぬまま、中原の別荘へ辿り着いた玲は中原のとりまきたちにからかわれながら、中原に事の重大さを伝え、中原はそれまでとうって違った真剣さであさみの元へ向かい、あさみと両親に自身が真剣にあさみを愛している気持ちを伝えた。あさみの父は両親を連れてきて形式を整えた結婚をすることを条件に、次の日まで待つと言い渡した。
中原は両親を説得しに東京へ帰るが、両親は現金で事態を解決しようとし、その姿に幼いころより冷たい家庭だったことを述懐し、婚約者も政略結婚で決められたと罵り、家出同然であさみを迎えにゆく。だがその車の中には婚約者の沢子の姿があった。沢子も政略結婚同様の婚約に反発し、冷たい態度をとっていたが、いつの間にか本当に中原を愛していた自分に気づいたと告白する。そして、中原と心中をはかろうとするが、中原の行動により車外に投げ出され、そして中原は車とともに谷底へ落ちていった。
中原の死を沢子より聞かされた玲はそのことがあさみの耳に入らないようにするが、マスコミによってその事実はあさみの知るところとなった。態度を一変させ、中原の忘れ形見を残して欲しいと願う中原の親たち、父なし子を育てることの困難さを説いて堕胎をすすめるあさみの両親、そして、中原の後を追おうとするあさみ、その中で自分の運命もあさみの子供と同じであったかもしれないと思う玲はある決断をする。

## 登場人物
小山田玲
主人公。2年2組の生徒。校長の娘（養女）。
本田あさみ
もう一人の主人公。玲の親友。優等生。
哲平
2年2組の生徒。あさみの境遇に同情的。玲のことを好きだというが。
中原貴
あさみのおなかの子供の父親。家族の愛情に飢えている。
沢子
中原貴の婚約者。あさみに容貌が似ている。
小山田夫妻
玲の通う高等学校の校長夫妻。焼却炉の中に捨てられていた玲を我が子として育てる。
本田夫妻
あさみの両親。あさみの妊娠に驚愕し、堕胎をすすめる。
中原夫妻
貴の両親。貴の子供をおろすようにすすめるが、その後、是が非でも子供を産ませようとする。沢子のことを殺人犯と言う。

## 解説
- 萩尾望都は、大島弓子のデビュー2作目にあたる『ペールの涙』のことをあげ、その中に現れる、悲しみの血のしみが赤い薔薇の刺繍に変わるといった「奇蹟」がこの作品の生まれる前の生命にあたるという。繰り返し繰り返し訪れる思い出は時がオブラートに包むものであり、叶えられる、叶えられないにかかわらず、思い出は明日に繋がり、新しい人生の門出に立つような人ではなくとも、人々はそれをかみしめて生きてゆくのだろう、そしてその人たちのいだいている思い出が悲しく感じられる、と述べている[4]。
- 心情をそのまま描くこの作の手法には、萩尾のみならず、竹宮惠子も衝撃を受けたとのちに述べている[5]。竹宮は大島弓子作品の転換点となった作品であろうと評価している[6]。
- 主人公の一人、玲の「生まれるべきか、生まれぬべきか、なやんだすえ……わたしは、わたしは、なんの解決もみいだせぬうちに、わたしは世にほうりだされた」というセリフは、のちの『バナナブレッドのプディング』の沙良の最後のセリフに繋がっており、大島弓子作品の中で誰かが妊娠している場合、そのおなかの中の子は自分であるいうモチーフは別の作品でも繰り返し現れ、いたいけな存在に自分を重ねるという視点の減点が『誕生』であると、藤本由香里は述べている[6]。

## 同時収録作品

### 詩子とよんでもう一度
『週刊マーガレット』（集英社）1970年16号から22号に連載。作者のつけた原題は「詩子」。

### 男性失格
『週刊マーガレット』（集英社）1970年27号に掲載。作者のつけた原題は「シモンとシモーヌ」。『ジョカへ…』の原型となった作品。
シモンとアーヴィーはアンを巡って争っていたが、ある時3人でヨットで海に出たところ、シモンは海の向こうに赤い何かが見えると言って、飛び込み、そのまま核実験に巻き込まれてしまう。シモンは死んだものと思い込んだ周囲は彼の葬式を行うが、学生の共同アパートの自室に戻ったアーヴィーはそこにシモンが眠っているのを見つける。しかし、シモンからは自慢の胸毛が消えており、やがて体も女性化していき、親も含めて周囲も女性としか認識できなかった。アーヴィーは咄嗟にシモンのことをシモーヌと呼び、その場をごまかしたが、大学病院の教授、クレッチヌより過去にウランの放射能が原因で体が女性化したという話があり、かりに本当だったとしたらその人間は研究所に閉じ込められ、死ぬまで監察されるだろうと告げられる。アンにシモーヌのことを誤解されたアーヴィーは、シモーヌにこのまま女性として生きるのも良いのではないか、と提案する…。

## 単行本
- 『誕生!』 朝日ソノラマ（1975年1月25日刊）
  - 収録作品 -『誕生!』・『詩子とよんでもういちど』・『男性失格』
- 『銀の実をたべた?』 小学館、小学館文庫（1977年7月20日刊）
  - 収録作品 -『銀の実をたべた?』・『季節風にのって』・『なごりの夏の』・『誕生』
- 『大島弓子選集第1巻  誕生』朝日ソノラマ（1986年4月30日刊）
  - 収録作品 -『ポーラの涙』・『ペールの涙』・『デイトははじめて』・『フランツとレーニ』・『詩子とよんでもういちど』・『男性失格』・『誕生』・『夏子の一日』・『あしたのともだち』・『みち子がきた日』